# Claus Herold
Claus Josef Herold  (* 23. Oktober 1929 in Halle (Saale); † 9. Dezember 2003 ebenda) war ein deutscher römisch-katholischer Priester. Während der Wende und der friedlichen Revolution in der DDR im Herbst 1989 trat er als Unterstützer der Opposition in Halle (Saale) hervor.

## Leben
Herold, Sohn eines Prokuristen, besuchte von 1940 bis 1947 eine Oberschule in Halle. Im März 1947 nahm er noch als Schüler als Vertreter der katholischen Jugend der Sowjetisch besetzten Zone Deutschlands (SBZ) an der Gründungsversammlung des Bundes der Deutschen Katholischen Jugend in Hardehausen teil. Im selben Jahr wurde er wegen seiner Kontakte zu westdeutschen Katholiken von der Sowjetischen Militäradministration (SMAD) festgenommen und verhört. Nach diesem Vorfall floh Herold aus der SBZ, ließ sich in Warburg in Westfalen nieder und legte dort 1949 das Abitur ab. Bis 1952 schloss er das Studium der Theologie in Paderborn und München ab.
1952 kehrte Herold in die DDR zurück und wurde 1954 auf der Huysburg bei Halberstadt zum katholischen Priester geweiht. Bis 1957 war Herold Kurat in Bad Schmiedeberg und Jugendseelsorger im Dekanat Wittenberg. Von 1957 bis 1961 war er Vikar in Magdeburg und dann bis 1968 Diözesanjugendseelsorger für das Erzbischöfliche Kommissariat Magdeburg und unter anderem Leiter der „Arbeitsgemeinschaft der katholischen Jugendseelsorger in der DDR“. 1968 wurde Herold nach Konflikten mit dem Erzbischof von Berlin Alfred Kardinal Bengsch, der eine stärkere Abgrenzung der katholischen Kirche vom SED-Regime einforderte, von seinen Funktionen entbunden.
Von 1968 bis 1995 war Herold Pfarrer der Gemeinde Heiliges Kreuz in Halle. Seine Bemühungen um Versöhnung nach dem Zweiten Weltkrieg wurden durch die Verleihung des Nagelkreuzes an die Gemeinde Heilig Kreuz durch die Kathedrale von Coventry gewürdigt.
1978 wurde Herold an der Theologischen Sektion der Martin-Luther-Universität Halle promoviert. Später wurde bekannt, dass staatliche Stellen seine Promotion vergeblich verhindern wollten. Von 1985 bis 1991 war er Dekan in Halle-Merseburg.
1969 war Herold Mitbegründer und bis 1995 führendes Mitglied des gesellschaftskritischen „Aktionskreises Halle“ (AKH) und sorgte für die Bereitstellung kirchlicher Räume für dessen Veranstaltungen. Von 1963 bis 1986 wurde er nahezu permanent durch das Ministerium für Staatssicherheit (MfS) observiert, welches unter den Operativen Vorgängen „Schleuse“, „Tabernakel“ und „Academica“ große Mengen Akten über Herold und sein Umfeld erstellte.
Während der friedlichen Revolution in der DDR im Herbst 1989 beteiligte sich Herold mit anderen kirchlichen Amtsträgern aktiv an den Protesten und hielt regelmäßig Gottesdienste in Halle ab, die den Raum für oppositionelle Gruppen und öffentliche Diskussionen boten. Später war Herold Gastgeber der Versammlung der neuen politischen Bewegungen und Moderator des Runden Tisches im Bezirk Halle. 1990 war Herold Mitglied des parlamentarischen Untersuchungsausschusses der Stadt Halle zur Aufarbeitung der Wendezeit.
1995 ging Herold in den Ruhestand.

## Schriften (Auswahl)
- Gemeinde der Zugezogenen. Die katholische Kirche in und um Halle im 18. und in der ersten Hälfte des 19. Jahrhunderts, Leipzig 1983.
- Als katholischer Seelsorger in der DDR, Magdeburg 1999.
- hrsg. vom Landesbeauftragten für die Unterlagen des Staatssicherheitsdienstes der ehemaligen DDR Sachsen-Anhalt: Der Aktionskreis Halle, Magdeburg 1999, 9 Bände. (Rezension: Edda Ahrberg: Aktionskreis Halle schreibt in seiner Broschüre ein Stück DDR-Geschichte, In: Tag des Herrn – katholische Wochenzeitung, 21. November 1999. (online))